# Cole Sprouse
Cole Mitchell Sprouse (ur. 4 sierpnia 1992 w Arezzo) – amerykański aktor, znany głównie z roli Cody’ego Martina w serialach Nie ma to jak hotel i Suite Life: Nie ma to jak statek. Od 2017 wciela się w rolę Jugheada Jonesa w serialu Riverdale.

## Dzieciństwo
Urodził się 4 sierpnia 1992 w Arezzo we Włoszech 15 minut po swoim starszym bracie bliźniaku Dylanie Sprousie. Cole otrzymał imię na cześć jazzowego pianisty Nata Kinga Cole’a. Rodzice, Matthew Sprouse i Melanie Wright, byli wówczas nauczycielami języka angielskiego w Toskanii. Cztery miesiące po narodzinach synów powrócili do rodzinnego Long Beach. W 1997 rodzice rozwiedli się, a Cole i jego brat zamieszkali razem z ojcem.

## Kariera
Rozpoczął karierę filmową w szóstym miesiącu życia, występując w reklamie pieluch wraz z bratem-bliźniakiem, co ich rodzicom zasugerowała m.in. aktorka, Jonine Booth Wright. Popularne role, które dzielił z bratem to, m.in.: Patrick Kelly w serialu Grace w opałach, Julian McGrath w filmie Super tata i młody Pistachio Disguisey w filmie Mistrz kamuflażu. W 2001, w serialu Przyjaciele, wystąpił po raz pierwszy bez brata. Grał Bena – syna Rossa Gellera. W 2005 rozpoczęły się zdjęcia do serialu produkowanego przez Disney Channel, Nie ma to jak hotel, gdzie grał Cody’ego Martina. Serial zyskał dużą popularność i obejrzało go około 2,5 mln widzów. W 2008 ogłoszono powstawanie spin-offu – Suite Life: Nie ma to jak statek, który miał się rozgrywać na statku wycieczkowym. Pierwszy odcinek serialu, podczas premiery, obejrzało w Stanach Zjednoczonych 5,7 mln widzów.
W 2016 został zaangażowany do roli Jugheada Jonesa w serialu Riverdale (2017) produkowanym przez CW. Zagrał chorego na mukowiscydozę pacjenta, który zakochał się w Stelli (Haley Lu Richardson), w melodramacie Justina Baldoni Trzy kroki od siebie (2019). Była to jego druga główna rola w dużym, kinowym filmie pełnometrażowym, 20 lat po jego pierwszej, w filmie Super tata. Również w 2019 premierę miał film muzyczny Undercover, w którym zagrał Bena, członka zespołu weselnego. Wyprodukował także ośmioodcinkowy podcast pt. Borrasca w którym zagrał główną rolę Sama Walkera. 20 września 2019 na Międzynarodowym Festiwalu Filmów w Toronto odbyła się premiera filmu Blood Ties z Coleʼm w roli głównej, w którym partnerowała mu Kiernan Shipka. Para zagrała młodocianych zabójców; Elizabeth „Lizzy” Haysom i Jensa Soeringa, którzy pozbawili życia rodziców dziewczyny. Film jest oparty na prawdziwej historii podwójnego morderstwa, którego dokonano na rodzinie Haysomów w 1985 w Wirginii.
Brał udział w sesjach zdjęciowych dla popularnych czasopism, takich jak „Vogue”, „Lʼuomo Vogue”, „Teen Vogue”, „The Sunday Times”, „W magazine”, „Flaunt”. W marcu 2019 współpracował z przedsiębiorstwem Neiman Marcus, biorąc udział w kampanii reklamowej, prezentując wiosenną kolekcję dla mężczyzn. W lutym 2022 współpracował z Versace biorąc udział w kampanii reklamowej okularów przeciwsłonecznych.

## Życie prywatne

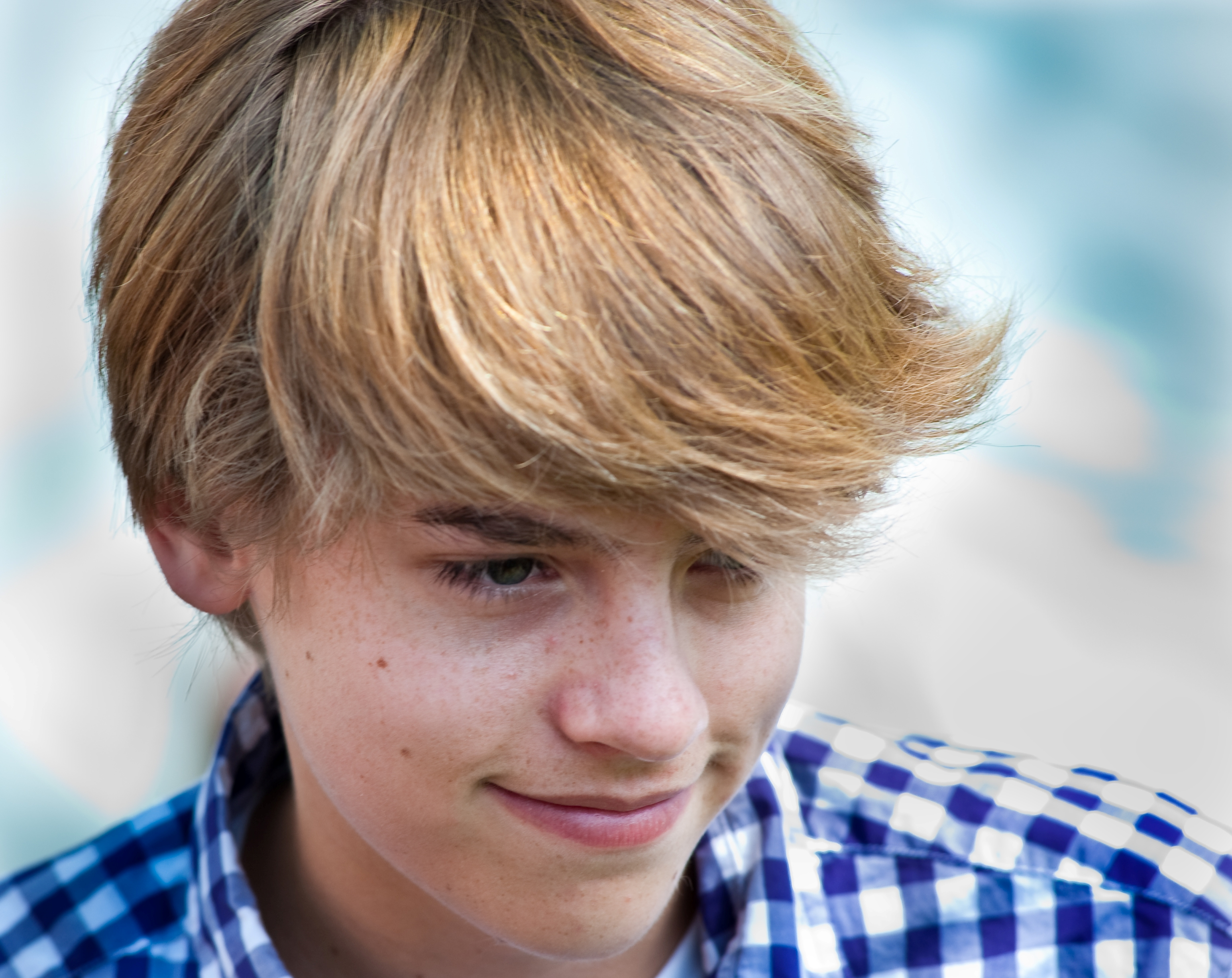
Sprouse (2010)

Jest fanem komiksów, pracował w sklepie komiksowym Meltdown w Los Angeles. Interesuje się fotografią. W 2011 utworzył stronę internetową ze swoimi zdjęciami oraz brał udział w zajęciach na Uniwersytecie Nowojorskim.
W 2011, po roku odroczenia, zaczął studia na Uniwersytecie Nowojorskim. Początkowo planował uczyć się w szkole filmowej, lecz ostatecznie postanowił zapisać się do Gallatin School of Individualized Study, gdzie zajmował się naukami humanistycznymi, a w szczególności archeologią, biorąc udział w wykopaliskach i wykonując prace laboratoryjne. Specjalizował się w systemach informacji geograficznej i obrazowaniu satelitarnym. Podczas nauki brał udział w letnich wykopaliskach w Europie i Azji. Sprouse kolekcjonuje antyczne maski. W ramach pracy licencjackiej, podczas wykopalisk prowadzonych w Bułgarii odkrył maskę Dionizosa.
Od czerwca 2018 do marca 2020 był związany z Lili Reinhart. W lipcu 2021 potwierdził trwający od marca związek z Ari Fournier.
3 czerwca 2020 w Santa Monica, dziewięć dni po zabójstwie George’a Floyda, czarnoskórego Amerykanina podczas interwencji policji w Minneapolis w stanie Minnesota, wziął udział w pokojowym proteście „Black Lives Matter”, czym wyraził swój sprzeciw wobec rasizmu dotyczącego Afroamerykanów, za co wraz z innymi protestującymi został zatrzymany. 21 czerwca został oskarżony przez użytkowniczkę twittera o molestowanie seksualne, którego miał się dopuścić w 2013 roku podczas imprezy w Nowym Jorku. Sprouse odniósł się do sprawy, krytykując rozpowszechnianie takich oszczerstw i zaznaczając, że są one bolesne dla osób, które doświadczyły napaści seksualnej. Sprawę skomentowały m.in. Lili Reinhart, Camila Mendes czy Madelaine Petsch, która niegdyś sama stała się ofiarą napastowania.
W grudniu 2021 nabył za 2,9 mln dolarów rezydencję w Los Angeles.

## Filmografia

### Filmy
| Rok  | Tytuł                                             | Rola                        | Źródło |
| ---- | ------------------------------------------------- | --------------------------- | ------ |
| 1999 | Super tata                                        | Julian McGrath              | [ 1 ]  |
| 1999 | Żona astronauty                                   | Bliźniak                    | [ 1 ]  |
| 2001 | Pamiętnik seksoholika                             | Sammy Jr.                   | [ 1 ]  |
| 2002 | Mistrz kamuflażu                                  | Młody Pistachio Disguisey   | [ 1 ]  |
| 2002 | Osiem szalonych nocy                              | Zabawkowy żołnierzyk (głos) | [ 1 ]  |
| 2001 | Czy Św. Mikołaj się rozwodzi?                     | Justin Carver               | [ 1 ]  |
| 2003 | Jack Jabłkobójca                                  | Jack Pyne                   | [ 1 ]  |
| 2003 | To tylko gra                                      | Cody Martin                 | [ 1 ]  |
| 2004 | The Heart Is Deceitful Above All Things           | Jeremiah Leroy              | [ 1 ]  |
| 2006 | Holidaze: The Christmas That Almost Didn't Happen | Dziecko (głos)              | [ 1 ]  |
| 2007 | That’s So Suite Life of Hannah Montana            | Cody Martin                 | [ 1 ]  |
| 2007 | Książę i żebrak – hollywoodzka opowieść           | Eddie Tudor                 | [ 1 ]  |
| 2007 | Wish Gone Amiss                                   | Cody Martin                 | [ 1 ]  |
| 2008 | Adventures in Appletown                           | Clayton                     | [ 1 ]  |
| 2009 | Wizards on Deck with Hannah Montana               | Cody Martin                 | [ 1 ]  |
| 2010 | Kung Fu Magoo                                     | Brad Landry (głos)          | [ 1 ]  |
| 2011 | Nie ma to jak bliźniaki: Film                     | Cody Martin                 | [ 1 ]  |
| 2019 | Trzy kroki od siebie                              | Will Newman                 | [ 1 ]  |
| 2021 | Wyprawa na Marsa                                  | Walt                        | [ 1 ]  |
| 2024 | I Wish You All the Best                           | Thomas                      | [ 1 ]  |
| 2024 | Lisa Frankenstein                                 | zombie                      | [ 1 ]  |
| 2025 | The Rivals of Amziah King                         |                             | [ 1 ]  |

### Seriale
| Rok       | Tytuł                            | Rola                    | Źródło |
| --------- | -------------------------------- | ----------------------- | ------ |
| 1993–1998 | Grace w opałach                  | Patrick Kelly           | [ 1 ]  |
| 1998      | Mad TV                           | Dziecko                 | [ 1 ]  |
| 2000−2002 | Przyjaciele                      | Ben Geller              | [ 1 ]  |
| 2001      | The Nightmare Room               | Buddy                   | [ 1 ]  |
| 2001      | Różowe lata siedemdziesiąte      | Billy                   | [ 1 ]  |
| 2005–2008 | Nie ma to jak hotel              | Cody Martin             | [ 1 ]  |
| 2006      | Nowa szkoła króla                | Zim (głos)              | [ 1 ]  |
| 2006      | Świat Raven                      | Cody Martin (gościnnie) | [ 1 ]  |
| 2007      | Yay Me! Starring London Tipton   | Cody Martin             | [ 1 ]  |
| 2008–2011 | Suite Life: Nie ma to jak statek | Cody Martin             | [ 1 ]  |
| 2009      | Czarodzieje z Waverly Place      | Cody Martin (gościnnie) | [ 1 ]  |
| 2009      | Hannah Montana                   | Cody Martin (gościnnie) | [ 1 ]  |
| 2010      | Para królów                      | Bliźniak                | [ 1 ]  |
| 2010      | Ja w kapeli                      | Cody Martin (gościnnie) | [ 1 ]  |
| 2012      | Z innej beczki                   | On sam (gościnnie)      | [ 1 ]  |
| 2017–2023 | Riverdale                        | Jughead Jones           | [ 1 ]  |

## Nagrody i nominacje
| Rok  | Nagroda                          | Kategoria                                                                        | Rola           | Film/Serial                      | Rezultat  | Źródło |
| ---- | -------------------------------- | -------------------------------------------------------------------------------- | -------------- | -------------------------------- | --------- | ------ |
| 1999 | YoungStar Award                  | Najlepszy występ młodego aktora w filmie komediowym                              | Julian McGrath | Super tata                       | Nominacja | [ 41 ] |
| 2000 | Blockbuster Entertainment Awards | Najlepszy aktor wspierający                                                      | Julian McGrath | Super tata                       | Nominacja | [ 42 ] |
| 2000 | MTV Movie Award                  | Najlepszy ekranowy zespół (z Dylanem Sprouse i Adamem Sandlerem)                 | Julian McGrath | Super tata                       | Nominacja | [ 43 ] |
| 2000 | Young Artist Awards              | Najlepszy występ – młodzi aktorzy w wieku 10 lub mniej lat                       | Julian McGrath | Super tata                       | Nominacja | [ 44 ] |
| 2006 | Young Artist Awards              | Najlepszy występ w serialu telewizyjnym (komedia lub dramat) – główna młoda rola | Cody Martin    | Nie ma to jak hotel              | Nominacja | [ 45 ] |
| 2007 | Nickelodeon Kids’ Choice Awards  | Najlepszy aktor telewizyjny                                                      | Cody Martin    | Nie ma to jak hotel              | Nominacja | [ 46 ] |
| 2007 | Young Artist Award               | Najlepszy występ w serialu telewizyjnym (komedia lub dramat) – główna młoda rola | Cody Martin    | Nie ma to jak hotel              | Nominacja | [ 47 ] |
| 2008 | Nickelodeon Kids’ Choice Awards  | Najlepszy aktor telewizyjny                                                      | Cody Martin    | Nie ma to jak hotel              | Nominacja | [ 48 ] |
| 2009 | Nickelodeon Kids’ Choice Awards  | Najlepszy aktor telewizyjny                                                      | Cody Martin    | Nie ma to jak hotel              | Nominacja | [ 49 ] |
| 2010 | Nickelodeon Kids’ Choice Awards  | Najlepszy aktor telewizyjny                                                      | Cody Martin    | Suite Life: Nie ma to jak statek | Nominacja | [ 50 ] |
| 2011 | Nickelodeon Kids’ Choice Awards  | Najlepszy aktor telewizyjny                                                      | Cody Martin    | Suite Life: Nie ma to jak statek | Nominacja | [ 51 ] |
| 2017 | Shorty Awards                    | Najlepszy aktor                                                                  | –              | –                                | Nominacja | [ 52 ] |
| 2017 | Teen Choice Awards               | Aktor dramatu telewizyjnego Choice                                               | Jughead Jones  | Riverdale                        | Wygrana   | [ 53 ] |
| 2017 | Teen Choice Awards               | Para telewizyjna Choice (z Lili Reinhart)                                        | Jughead Jones  | Riverdale                        | Wygrana   | [ 53 ] |
| 2018 | People’s Choice Award            | Aktor telewizyjny roku                                                           | Jughead Jones  | Riverdale                        | Nominacja | [ 54 ] |
| 2018 | Saturn Awards                    | Najlepszy młody aktor w serialu telewizyjnym                                     | Jughead Jones  | Riverdale                        | Nominacja | [ 55 ] |
| 2018 | Teen Choice Awards               | Aktor dramatu telewizyjnego Choice                                               | Jughead Jones  | Riverdale                        | Wygrana   | [ 56 ] |
| 2018 | Teen Choice Awards               | Pocałunek Choice (z Lili Reinhart)                                               | Jughead Jones  | Riverdale                        | Wygrana   |        |
| 2018 | Teen Choice Awards               | Najprzystojniejszy Choice                                                        | –              | –                                | Wygrana   |        |
| 2018 | Teen Choice Awards               | Para telewizyjna Choice (z Lili Reinhart)                                        | Jughead Jones  | Riverdale                        | Wygrana   |        |
| 2019 | People’s Choice Award            | Aktor roku w dramacie                                                            | Will Newman    | Trzy kroki od siebie             | Wygrana   | [ 57 ] |
| 2019 | People’s Choice Award            | Aktor telewizyjny roku                                                           | Jughead Jones  | Riverdale                        | Wygrana   |        |
| 2019 | Saturn Awards                    | Najlepszy młody aktor w serialu telewizyjnym                                     | Jughead Jones  | Riverdale                        | Nominacja | [ 58 ] |
| 2019 | Teen Choice Awards               | Aktor dramatu filmowego Choice                                                   | Will Newman    | Trzy kroki od siebie             | Nominacja | [ 59 ] |
| 2019 | Teen Choice Awards               | Aktor dramatu telewizyjnego Choice                                               | Jughead Jones  | Riverdale                        | Wygrana   |        |
| 2019 | Teen Choice Awards               | Para telewizyjna Choice (z Lili Reinhart)                                        | Jughead Jones  | Riverdale                        | Wygrana   |        |